# Delma
Delma (arabisch دلما, DMG Dalmā) ist eine vulkanische Insel vor der Küste Abu Dhabis. Sie hat eine Größe von neun mal fünf Kilometern in nord-südlicher Ausrichtung, ohne die künstlich aufgefüllte südliche Halbinsel. Die Fläche beträgt insgesamt 36,57 km². In den zentralen Bergen erreicht sie eine Höhe von 98 Metern.
Der arabische Name Delma bedeutet so viel wie „Ein Eimer voll Wasser“, was auf das Vorhandensein eines Brunnens im Vergleich zu den umgebenden, trockenen Inseln anspielt. Die Insel hat rund 6000 Einwohner und hat lange Tradition im Perlentauchen, der Fischerei und dem Bootsbau sowie dem Anbau von Dattelpalmen. Auf Delma befindet sich ein lokaler Flugplatz mit einer Flugverbindung nach Abu Dhabi. Eine Fährverbindung besteht nach Dschabal az-Zanna.
Auf der Insel befindet sich das Delma Museum, das archäologische Fundstücke ausstellt.
Im Jahr 1904 betrug die Bevölkerungszahl nur 75.